# Korendijk

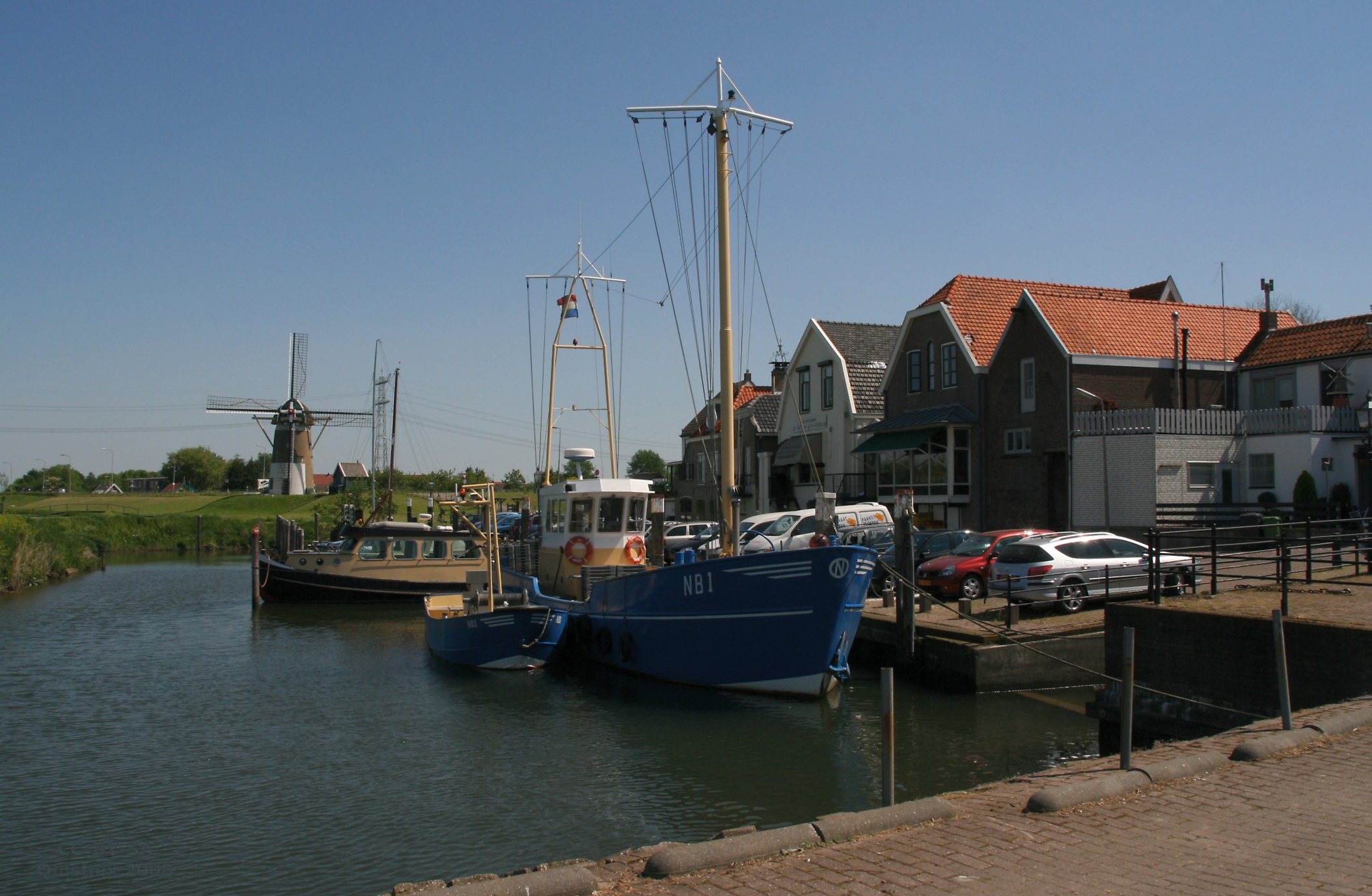
Hamnen i Nieuw-Beijerland.

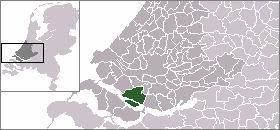
Lägeskarta

Korendijk är en historisk kommun i provinsen Zuid-Holland i Nederländerna. Kommunens totala area är 100,48 km² (där 22,57 km² är vatten) och invånarantalet är på 11 019 invånare (2004).